# جزر مياكو

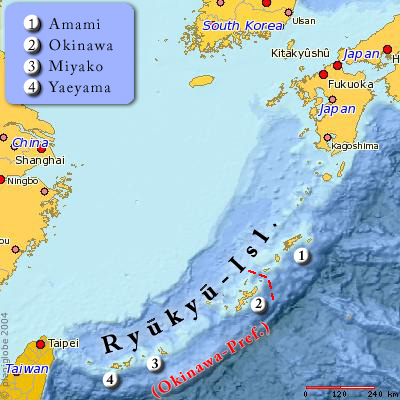
موقع جزر مياكو

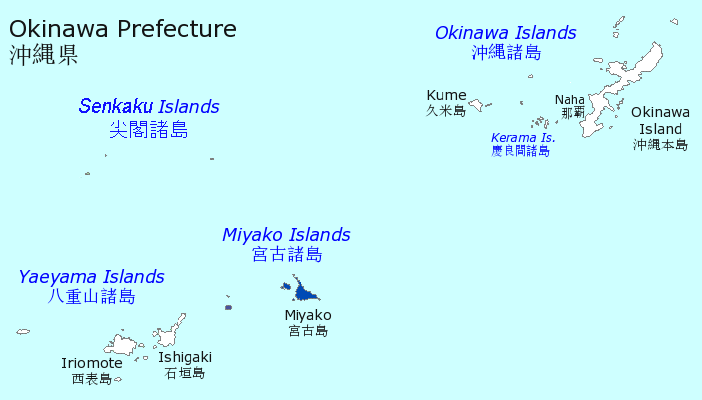
موقع جزر مياكو ضمن محافظة أوكيناوا

جزر مياكو (宮 古 列島، مياكو-ريتو، بلغة مياكو: ميااكو، بلهجة تاراما: ميكو، بلغة أوكيناوا: ناكو) (تعرف أيضاً باسم مجموعة مياكو جيما) هي مجموعة من الجزر ضمن محافظة أوكيناوا، اليابان، تنتمي إلى جزر ريوكيو. وتقع بين جزيرة أوكيناوا وجزر ياياما.
في أوائل سبعينيات القرن التاسع عشر، قُدِّر عدد سكان الجزر بحوالي 10.000 نسمة. تضم جزيرة مياكو حالياً 55.914 نسمة، معظمهم من عرقية ريوكيو. يوجد جسر يربط جزيرة مياكو بجزيرة إيكيما التي تضم 801 نسمة. ويبلغ عدد سكان قرية تاراما 1.214 نسمة موزعين بين جزيرتي مينا وتراما.

## الجزر المأهولة
- مدينة مياكوجيما
  - جزيرة إكيما (池間島، إكيما-جيما، في لغة مياكو: إكياما)
  - جزيرة إرابو (伊良部島، إرابو-جيما، في لغة مياكو: إراف)
  - جزيرة كوريما (来間島، كوريما-جيما، في لغة مياكو: فياما)
  - جزيرة مياكو (宮古島، مياكو-جيما، في لغة مياكو: ميااكو، في لغة أوكيناوا: ناكو)
  - جزيرة أوغامي (大神島، أوغامي-جيما)
  - جزيرة شيموجي (下地島، شيموجي-شيما، في لغة مياكو: سيموزي)
- قرية تاراما (مقاطعة مياكو)
  - جزيرة مينا (水納島، مينا-جيما، في لغة مياكو: مينا)
  - جزيرة تاراما (多良間島، تاراما-جيما، في لغة مياكو وأوكيناوا: تاراما)